# 沮渠封坛
沮渠封坛（?—?），临松（今甘肃省张掖南）卢水胡人。十六國北凉世子。沮渠牧犍子。
433年，沮渠蒙逊去世，谥号武宣王，庙号太祖。沮渠牧犍继承王位，大赦，改年号为承和。立沮渠封坛为世子，沮渠封坛任抚军大将军、录尚书事。沮渠牧犍派将军沮渠旁周进贡北魏。魏太武帝拓跋焘派侍中古弼、尚书李顺赏赐北凉侍从臣僚衣服，征召北凉世子沮渠封坛到平城为人质。437年，沮渠牧犍派遣沮渠封坛到平城。